# オックス
オックス（OX）は、グループ・サウンズ（以下GS）全盛期の1968年（昭和43年）にデビューしたグループ。メンバー、ファンが失神する場面があったため、「失神バンド」と呼ばれた。
英語で雄牛のことを指すグループ名の由来は諸説ある。その一つは、リーダーである福井利男が婦人下着メーカーの「シルバー・オックス」よりヒントを得たという説である。

## メンバー
- 福井利男（リーダー、ベース）- 1947年1月29日生まれ、滋賀県大津市出身。2022年5月、シンガポールで死去。
- 野口ヒデト（ボーカル） - 1950年11月27日生まれ。解散後、演歌歌手に転向し真木ひでとを名乗る。
- 赤松愛（本名：赤松義信、オルガン・ボーカル） - 1951年2月14日生まれ、兵庫県芦屋市出身。1969年5月に失踪・脱退。その後は家業を継いでいた。2022年7月、死去。
- 岩田裕二（ドラムス） - 1946年4月15日生まれ、滋賀県大津市出身。2023年9月、死去。
- 岡田志郎（ギター） - 1949年6月9日生まれ、大阪府枚方市出身[1]。
- 田浦幸（本名：田浦久幸、オルガン） - 1950年10月30日生まれ。赤松の後任で、1970年より夏夕介の名でソロ歌手デビューと俳優活動を始め、解散後は完全に俳優へ転向した。 2010年1月27日、59歳没。

なお、デビューに際し、所属事務所とビクターレコード（当時の日本ビクター〈現在のJVCケンウッド〉の音楽レコード事業部、現在のJVCケンウッド・ビクターエンタテインメント）の思惑から福井と岩田は1949年生まれ、岡田は1951年生まれ、赤松は1952年生まれと詐称した。

## 経歴
オックスはGSブームの1968年、「ガールフレンド」「スワンの涙」などがヒットし、野口ヒデトは沢田研二、萩原健一、渡辺茂樹（チャッピー）とともに、若い女性ファンの間で人気となった。
バンドの結成は1967年秋、キングスの元メンバーだった福井と岩田、そしてバンドが専属で活動していた大阪のサパー・クラブ「レンガ」の経営者であった清水芳夫が、方々からメンバーを集める事から始まった。
キングスは、滋賀県大津市出身で1964年9月に京都で活動を始め、主に京都「ベラミ」、大阪「ナンバ一番」などのジャズ喫茶で演奏を行う、関西では最古参のインストゥルメンタルのエレキバンドであった。
キングスは1967年2月に上京し、9月には「アイ・ラヴ・ユー」で日本グラモフォン（レーベルはポリドール、現在のユニバーサルミュージックジャパン）よりレコードデビューする運びとなるが、福井と岩田は発売前にこれを脱退した。清水芳夫と相談の結果、新たなバンドを結成すべく、大阪、京都、神戸のジャズ喫茶でメンバーを探すこととなった。
まずは京都のダンス喫茶「田園」に出演していたマッコイズのギタリスト杉山則夫と、同バンドのドラマーである岡田志郎が「リズムギター程度ならば弾ける」ということで参加した。さらに、大阪のダンスホール「富士」で演奏していたハタリーズのオルガニスト赤松愛と、漫画トリオのバックバンドであった「木村幸弘とバックボーン」の専属歌手である野口ヒデトの噂を聞き付け、大阪「ナンバ一番」を訪れた福井は、「テル・ミー」でステージ狭しと転げ回る野口の姿を見て直感し、木村幸弘とバックボーンを辞めオックスへ来るよう促す。しかし、野口、赤松から良い反応が得られず、京都「田園」のバンド「サンダース」にいた栗山純を11月1日よりボーカルに迎えた。後に赤松より改めて承諾の連絡があり、6人編成となった。
11月10日、「レンガ」のあったビルの社長の厚意により、屋上での音出しが始まった。猛練習の甲斐もあり、オックスは12月1日より27日まで「ナンバ一番」のステージに立ち、日に日に彼らの人気は上昇していった。この評判を聞き付け演奏を見に来た野口ヒデトが、リーダーである福井より熱心に口説かれ、翌1968年1月1日より10日間の「ナンバ一番」公演初日をもって正式なメンバーとなった。この時点ですでに栗山と野口がのちに「失神」と称される過激な演出を見せていたが、1月9日、ギターの杉山が家業を継ぐべく脱退した。続いて20日には「サンダース」に戻るべく栗山が脱退し、オックスは5人編成となった。
続いて同月下旬から2月にかけ、スウェーデンより来日したザ・スプートニクスの前座として京都・神戸・姫路・大阪を巡業し、これらの公演会場で「楽器を壊し、アンプを倒す」といったオックスの過激な演出は話題を呼び、最終公演会場である大阪サンケイホールに至っては、多くの観客がスプートニクスではなくオックス目当てとなるほどであった。
この反応を見て、マネージャーとなっていた清水は東京進出を計画し、ザ・サベージ、パープルシャドウズが所属していた芸能プロ「ゼネラル・アート・プロデュース」（GAP）へ売り込みをかけ、梅田のゴーゴー・クラブ「ゴーゴー・メキシカン」で彼らのステージを気に入ったGAPと早々に契約する。3月初旬、オックスは東京のビクターレコードで録音を済ませ、3月17日の梅田「花馬車」での大阪さよなら公演の後、新幹線で上京した。
渋谷区富ヶ谷で合宿生活を始めた彼らは、川崎のダンスホール「フロリダ」でのステージを皮切りに、東京12チャンネル（現在のテレビ東京）の「ジャポップス・トップ10」で音楽番組に出演した。続いて、彼らにとって東京のジャズ喫茶初出演となる銀座ACBでは、僅か3人の観客相手ながら、高さ2.5mもの迫り式回転ステージより転げ落ち失神するなど、過激な演出を披露した。
1968年5月5日、デビュー曲「ガール・フレンド」が発売された。一方、ジャズ喫茶では、ステージ上の激しい動きから放心状態となり倒れ込む野口ヒデト、そして飛び乗っていたオルガンから転がり落ち気絶する赤松愛、そんな2人に触発されるかのように連鎖的に倒れていく残りのメンバー、というパフォーマンスを見せ、この前代未聞のステージにファンは熱狂し、瞬く間にオックスの存在は女学生の間で大きな話題となる。
続いて6月23日には有楽町ビデオホールで「オックス・ファン・クラブ」結成の集いを開催し、彼らの評判を聞き付け実に1200人ものファンを動員した。この日のステージで彼らの人気は決定的なものとなり、「ステージ上で気分が高揚、陶酔のあまり恍惚状態で倒れ込んでしまう」という特異なパフォーマンスは、「失神バンド」としてその名を轟かせるまでになっていた。
デビュー当初は赤松愛の人気が先行したが、2枚目のシングル「ダンシング・セブンティーン」を発売する頃には、人気の中心は野口ヒデトに移り、「ジュリー、ショーケン、ヒデト」の時代を迎える。彼ら3人の鼎談なども平凡、明星などの雑誌でよく見られるようになった。なお、GSメンバーの人気投票では、ワイルド・ワンズの渡辺茂樹（チャッピー）や、タイガースの加橋、瞳も、野口ヒデトに匹敵する人気があった。9月14日より全国6ヵ所での公演が始まり、初日の日比谷公会堂を始め各会場のステージで失神騒ぎを起こしたことから、マスコミは過剰なまでに彼らを「失神バンド」と書きたてた。
こうしてオックスは、タイガース、テンプターズと共に、人気GSとして取り上げられるようになっていく。
あくまでもメンバーの「失神」は演技であったが、彼らが演奏する「テル・ミー」で本当に失神してしまうファンが現れ、これをきっかけに、11月10日の日比谷公会堂での公演より同曲を自粛した。だが、この日ステージ第1部の最後に演奏した「オー・ビーバー」辺りから客席の様子が怪しくなり始めた。
そのため、急遽第2部では趣向を変え歌謡曲も演奏したが、イントロで失神者は相次ぎ、熱狂するファンで場内が大混乱したことから公演は途中で打ち切られてしまう。公演会場に詰め掛けた女子学生約2000人中、興奮した約30人が矢継ぎ早に失神し、15人が病院に担ぎ込まれる事態にまで発展する大騒ぎであった。
この結果、「オー・ビーバー」は自粛せざるを得なくなり、この一件から「オックス」の存在は失神GSとして名を馳せる一方、社会問題化することとなった。一部の学校ではオックスのショーを観に行くことを固く禁じ、また会場では教師が生徒の入場を厳しく取り締まる光景が見られるようになり、PTA、婦人団体の抗議活動もあって、地方自治体や劇場より会場の貸し渋りが増えていくこととなる。
12月5日、待望の「オックス・ファースト・アルバム」を発売した。かねてよりステージで披露されていた問題の失神曲「オー・ビーバー」を含む4曲がオリジナル作となる彼らの意欲作であった。続く10日には3枚目となるシングル「スワンの涙」を発売した。
年が明けた1969年1月6日より、東京12チャンネル「ジャポップス・トップ10」の後番組で9月29日まで続いた「集まれ!ジャポップス」ではホスト役に挑戦した。さらに、1月26日には日本テレビの公開生放送番組「ディン・ドン・ダン」がスタートする。ギターの岡田志郎が司会を務める他、アシスタントに大阪時代よりオックスと顔馴染みの和田アキ子を起用した。番組テーマ曲を始め、歌と踊り、コントに至るまでオックスが担当するこの番組は、3月30日まで続いた。
3月25日に発売された名古屋市公会堂での実況録音によるアルバム「テルミー/オックス・オン・ステージNO.1」では、実況録音盤ということで、失神防止のためにロックと他のジャンルを交互に演奏するといった苦肉の策が用いられ、ラストの「テル・ミー」に至っては、通常とは異なり、全ての楽器演奏のまま終わるといった、彼らにとっては不本意な形ではあるものの、貴重な公式ライブ音源となった。
3月25日にはシングル「僕は燃えてる」を発売した。3月28日より3日間は浅草国際劇場にて3部構成からなる「オックス・ショー」が開催され、「ヒデトのウエストサイド物語」「愛の牛若丸」といった演劇を交え、趣向を凝らした内容であった。さらにトリでは禁じられていた問題曲「テル・ミー」が演奏されると観客席は騒然となり、野口ヒデトの倒れ込む姿をもって幕が下りた。浅草国際劇場での公演は大成功となり、自信を付けた彼らだったが、5月にはグループ存亡の危機とも言うべき事態が待ち構えていた。
5月5日の正午と夕方4時に土浦市民会館で行われる公演に備え、オックスのメンバーは前日より現地のホテルにチェックインしていたが、赤松愛は忘れ物を理由に東京へ戻ってしまい、翌日の開演前になっても現れなかった。
慌てた主催者側は、『赤松は前日の下館公演の後いったん都内のホテルへ戻り、只今こちらへ向かっている最中ではございますが、なにぶん交通渋滞につき遅れが生じておる次第であります』と取り繕った。しかし腹を立てた赤松のファンが帰ってしまい、客席は7割の入りという有り様になってしまう。突然の事態にメンバーが困惑する中、バンドの異変を嗅ぎ付けたマスコミは「失神GSオックスの赤松愛が脱退」との報道をその日の内に流し、瞬く間に騒動は広まった。
この事態について、都内のホテルに留まっていた赤松は、『個性がなく、フォークや歌謡曲まで演奏させられることに加え、4月分の給料は1900円、一番貰っている人でさえ6千円。失神騒ぎやロボットとして操られることに嫌気が差した』と主張した。一方、所属事務所であるホリプロダクション（現在のホリプロ）社長の堀威夫は、『契約時にマネージャーである清水を含め、メンバーそれぞれに月給3万円とテレビ、ステージでの歩合が支払われることになっているから、少なくとも1人あたり10万円は受け取っているはず。だいいち4月下旬の沖縄公演では支度金として1人10万円与えている、赤松の言う額は到底信じ難い』と答えた。
オックスは野口ヒデトと赤松愛という、異なる二本柱による相乗効果が人気を牽引していただけに、この騒動でバンドの行く末に暗雲が垂れ込め始めた。急遽、後釜として迎えられたのは、大阪時代に和田アキ子の演奏を担当していたグランプリズのオルガニスト、田浦久幸で、彼はホリプロダクションより新たにデビューするGSのメンバーになるべく上京していた。
赤松の脱退騒動から僅か5日後の5月10日、デビュー1周年記念大阪公演で、田浦久幸は田浦幸の芸名でステージに立ち、田浦がレコーディング初参加となるムード歌謡色の強い新曲「ロザリオは永遠に」が6月25日に発売される。だがこれは選曲ミスで、夏向きで躍動感あるB面の「真夏のフラメンコ」をA面にすべきであったと、日本ビクター及び各ラジオ局は気付くようになる。この頃、すでにグループサウンズのブームそのものが去りつつあった。田浦幸へのメンバー変更に対しては、赤松愛のファンから「愛ちゃん返せ」の抗議の声が飛び、田浦は苦しい思いをした。
1969年は3月にタイガースのギター担当である加橋かつみ、4月にカーナビーツのボーカルである臼井啓吉、そして5月には赤松愛の脱退と、主要GSより脱退が相次いだ。テンプターズらと共に、GSブーム中期から後期にかけて人気を担っていたオックスだったが、時を同じくしてフォークが台頭し始め、1967年初夏より始まったGSブームは、3年目の夏を目前に終息を迎えようとしていた。
69年10月に入り新曲「神にそむいて」が発売された。オックスらしさは戻ったものの、すでに音楽界の流れは変わってしまい、グループサウンズの時代は終わろうとしていた。その一方で、彼らはこの年のブロマイド売上実績では好調だった。
翌1970年に入るとテレビの仕事は激減し、日本各地のジャズ喫茶、ゴーゴークラブなどが、オックスの主な活動の場となっていく。かつて栄華を極めた他のGSも、同様の境遇を余儀なくされていた。
5月23日にはデビュー2周年記念リサイタル「E・プレスリーをぶっ飛ばせ！」が大手町のサンケイホールで開催され、メンバーは意気揚々とした姿を披露したが、やがて田浦幸は夏夕介を名乗り、日活の野良猫ロックシリーズに出演し、俳優へと転じていく。野口ヒデトも朝のワイドショー内でコーナーを担当するなど、音楽から離れた活動が増え始める。
同年末頃から、オックスは当時ニュー・ロックと呼ばれたレッド・ツェッペリンやグランド・ファンク・レイルロード、そしてフリー、さらにはザ・フーのアルバム「ロック・オペラ・トミー」の曲などをステージで演奏した。また映画『ウッドストック/愛と平和と音楽の三日間』の影響からか髪は伸ばし、秋頃からは揃いの衣装ではなくジーンズなどの砕けたいでたちとなっていた。この変化は少女マンガ的な、甘くメルヘンチックな世界を求めていた若い女性とは、音楽性にズレがあった。デビュー当時に比べ、演奏力は格段に上達していたが、この音楽性の変化は大きかった。
翌1971年1月、オックスは池袋ACBでのステージでグループ解散を表明する。
日本各地を2ヶ月間解散公演として回った後、ホリプロ側より最終公演会場として新宿厚生年金会館を提示されたが、リーダーである福井を始めとしたメンバーの「ジャズ喫茶から人気が出て来たバンドなんだから、ジャズ喫茶で終わろう」とする意向が尊重され、5月29日から31日にかけ池袋ACBで計15回行われた公演をもって、デビューから満3年でオックスの活動に終止符が打たれた。野口ヒデトは、筒美京平作曲のシングル盤でソロ・デビューしたが、ヒットを出すことはできなかった。
オックス解散後、岩田裕二と岡田志郎はGS志向のバンド、ローズマリーを結成する。このローズマリーに加入したのがモト冬樹である。
野口は歌謡歌手として再起すべく全日本歌謡選手権に出場。見事10週連続勝ち抜きを果たし、真木ひでととして「夢よもう一度」でCBS・ソニー（現在のソニー・ミュージックレーベルズ）から再デビューし、オリコンチャート9位のヒット曲を出すこととなる。その他「恋におぼれて」「雨の東京」「元気の星」などのヒット曲もある。後年懐メロ番組で散発的に再結成することがあったが、赤松愛と夏夕介（田浦）を除いた4人で出演し、キーボードはサポートメンバーによる演奏だった。

## ディスコグラフィ

### シングル
1. ガール・フレンド／花の指環（1968.5.5）　オリコン6位。
2. ダンシング・セブンティーン／僕のハートをどうぞ（1968.9.5）　オリコン28位。
3. スワンの涙／オックス・クライ（1968.12.10）　オリコン7位。
4. 僕は燃えてる／夜明けのオックス（1969.3.25）　オリコン18位。
5. ロザリオは永遠に／真夏のフラメンコ（1969.6.25）　オリコン32位。
6. 神にそむいて／夜明けの光（1969.10.10）　オリコン41位。
7. 許してくれ／ジャスト・ア・リトル・ラブ（1970.2.5）　オリコン64位。
8. 僕をあげます／花の時間（1970.5.5）　オリコン91位。
9. もうどうにもならない／ふりむきもしないで（1970.12.5）　オリコン100位圏外。

### アルバム
1. オックス・ファースト・アルバム（1968.12.5）
2. テル・ミー／オックス・オン・ステージNO.1（1969.2.5）

### 非売品
記念盤（1968年）：B面
- ひとりの電話　作詞:上田公彦／作曲・編曲:筒美京平

A面は「お世話になりますダイヤルさん」（佐良直美）
電電公社（現在のNTTグループ）イメージソング。

### その他
オールスター・フェスティバル／吉田正傑作選　B面7曲目
- 恋をするなら　作詞:佐伯孝夫　作曲:吉田正

吉田正の作曲した歌をオリジナルの歌手以外がカバーした企画もの。

## メディア
- 天使の誘惑 - （1968年、松竹）
- 落葉とくちづけ - （1969年、松竹）
- 女番長 野良猫ロック - （1970年、日活）
- ものまねバトル大賞（日本テレビ） - 2000年1月1日放送分。ピーピングトムが真木と赤松に扮して「スワンの涙」を熱唱した。途中に真木も登場した。
- パッチギ!…2004年製作、2005年1月22日公開の日本映画。冒頭でオックスのコンサート模様を再現している。